# Livro das Sombras
Um Livro das Sombras, muito conhecido como BOS (do inglês Book Of Shadows), é um diário usado por praticantes de magia ritual para registrar rituais, feitiços, e seus resultados, bem como outras informações mágicas. Tanto praticantes individuais quanto covens mantêm esse tipo de Livro.
Nele são inscritos invocações, receitas de poções, métodos de realização de rituais, contos sobre a mitologia, enfim. Tudo relacionado à Wicca e à Bruxaria.

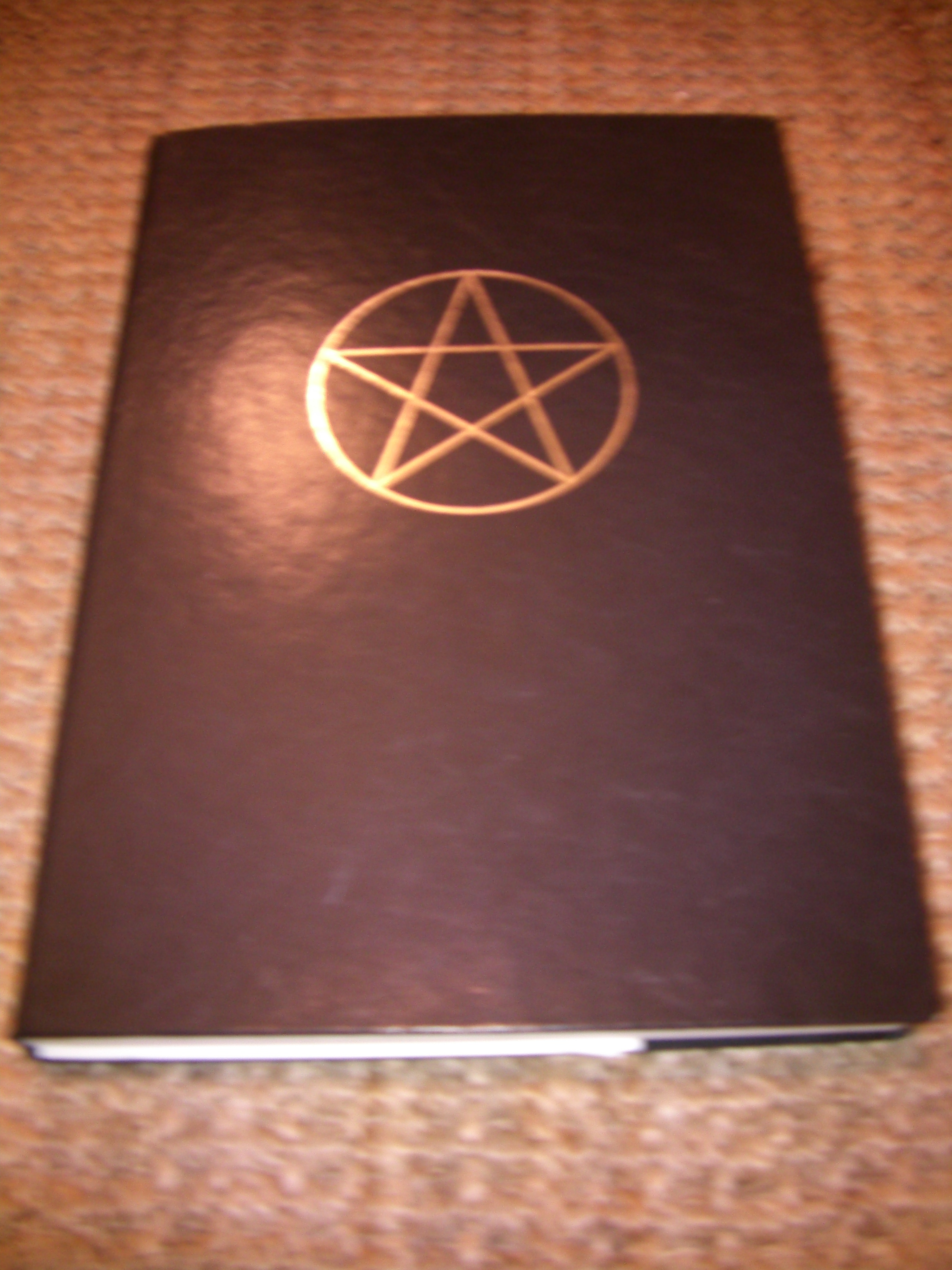
Exemplar do Livro das Sombras.

Em algumas Tradições Wiccanas (por exemplo a  Gardneriana), o Livro das Sombras é um texto contendo os rituais, práticas e a sabedoria daquela Tradição. É normalmente copiado à mão pelo praticante, a partir da cópia de seu(sua) iniciador(a). O material da Tradição não pode ser mudado, apesar de que algumas adições possam ser feitas. Alguns Wiccanos mantêm ainda um Livro das Sombras pessoal, além daquele de sua Tradição. O Livro das Sombras recebe esse nome porque seu conteúdo deve ser mantido a sombras das realidades desse mundo. É tradicionalmente de capa preta com um pentagrama prata ou dourado na capa, mas outras cores como verde, marrom e azul marinho podem ser utilizadas e outros símbolos cravados.
Em alguns casos, o Livro das Sombras pessoal de um praticante é um arquivo de computador, seja em disco seja na forma de um site web, mas a maioria dos praticantes de magia não aceita tal prática, considerando que o livro das sombras deve fazer parte do altar, tendo também seu valor mágico.
Muitos praticantes da Wicca se perguntam: Como posso fazer meu próprio Livro das Sombras? Basta um caderno/livro/fichário com muitas folhas. A capa pode ser enfeitada com símbolos mágicos e dentro do livro, podem ser guardados ervas e plantas protetoras. O livro assim como todos os outros instrumentos mágicos devem ser consagrados, assim protegendo o mesmo de olhares curiosos.

## Livro do Espelho
Funciona quase como das sombras, porém serve para retratar coisas pessoais. O livro das sombras tem como principal função retratar os experimentos mágicos, já o livro do espelho serve para retratar tudo: um relato de coisas vividas, às vezes sem fundamento mágico, mas que é importante para o praticante.
As bruxas o usam também para relatar seus sonhos e sentimentos íntimos como se fosse um diário, mas com poções, rituais, feitiços e outros no livro.